# Rio Malvathu
O rio Malvathu (em cingalês:  මල්වතු ඔය, em tâmil:  அருவி ஆறு)  é um rio do noroeste do Sri Lanca. Desagua no golfo de Manar após 164 km de percurso. Liga a cidade de Anuradhapura, que foi a capital de Ceilão durante 15 séculos, à costa de Manar. É o segundo mais longo rio da ilha, e tem grande importância histórica. A parte norte do rio, e por vezes todo o rio, foi já designada por Aruvi Aru.